# C'era una volta a Hollywood (libro)
C'era una volta a Hollywood è un romanzo scritto da Quentin Tarantino e pubblicato nel luglio del 2021. Si tratta della novelizazion di C'era una volta a... Hollywood, nono film del regista americano.

## Trama
Il film si svolge interamente nell'arco di due giorni a Hollywood nel 1969 a parte un'analessi sul finale e qualche excursus sul passato di alcuni personaggi o su retroscena di ambito cinematografico-televisivo.

### Capitolo 1 - "Chiamami Marvin"
Los Angeles, venerdì 7 febbraio. L'agente di casting Marvin Schwarz riceve nel suo ufficio il divo Rick Dalton. I due, eseguiti i formalismi del caso, si focalizzano della carriera dell'attore, in declino dopo il salto dalle serie tv al grande schermo, e insieme si chiedono come poterla risollevare. Marvin ha la sua opinione: chi gli sta davanti dovrebbe approfittare del cinema italiano e trasferirsi a Roma per girare spaghetti-western. Rick è sull'orlo della disperazione perché tornato a fare prodotti televisivi in cui però gli fanno solo fare il cattivo lasciando i migliori ruoli a giovani emergenti, ma non accetta di buon grado l'idea di trasferirsi oltreoceano.

### Capitolo 2 - Io sono curioso (Cliff)
Mentre Marvin catechizza Rick, Cliff Booth, stuntman di quest'ultimo ed eroe di guerra, conversa con la segretaria dell'agente e le chiede di uscire. I due vanno al cinema a vedere Io sono curiosa (Giallo), dramma erotico svedese che sta destando scalpore. Un excursus del capitolo racconta la passione di Cliff per i film, soprattutto per Kurosawa e le produzioni europee, a suo modo molto più valide di quelle sfornate da Hollywood dopo la seconda guerra mondiale.

### Capitolo 3 - Cielo Drive
Cliff accompagna a casa Rick, che essendo senza patente ha bisogno di un autista. I due si confrontano sulla possibilità di un trasferimento a Roma: Booth sarebbe favorevole ma incontra l'ostinata ribellione dell'amico e datore di lavoro. Mentre i due arrivano a Cielo Drive scorgono per la prima volta i nuovi vicini di casa: Roman Polanski, regista polacco sulla cresta dell'onda dopo il successo di Repulsione, e sua moglie, la giovane e bellissima Sharon Tate. Ciò ringalluzzisce Rick, assai dedito agli sbalzi d'umore.

### Capitolo 4 - Brandy amore mio
Lasciato a casa Rick, Cliff rientra nella sua abitazione, un camper accanto a un drive-in. Qui è atteso dalla sua fedele pitbull Brandy. Il capitolo racconta come i due si siano conosciuti: Cliff aveva prestato dei soldi all'amico Buster e questi, per restituirglieli, si era offerto di introdurlo nel mondo dei combattimenti tra cani usando Brandy; svariati incontri clandestini, terminati con la vittoria della giovane pitbull, avevano fruttato migliaia e migliaia di dollari, ma Buster non intendeva smettere neanche di fronte alle fatiche della cagna, così Cliff lo aveva ucciso adottando poi Brandy e dandole quindi la possibilità di chiudere con quell'inferno.

### Capitolo 5 -Kreepy krawl
Alcuni hippie sorvegliano una villetta. Una di loro, la giovane e slanciata Debra Jo, viene indotta dal loro leader Charles Manson a introdursi nell'abitazione effettuando un kreepy krawl, cioè senza rubare niente ma facendosi comunque notare. La ragazza, che in futuro assumerà il soprannome Pussycat, esegue: entra nell'edificio e, spogliatasi completamente, sale nella camera dove gli anziani proprietari dormono, li sveglia rotolandosi sul letto e infine fugge.

### Capitolo 6 - Hollywood o morte
1965. Una ragazza, alla periferia di Dallas, fa l'autostop; il bonario cowboy Woody le dà un passaggio con la sua Cadillac. I due diventano amici e si crea una certa confidenza, così lei gli racconta che si sta dirigendo in California per diventare attrice. Quando le strade dei due improvvisati compagni di viaggio si dividono, la giovane lo saluta e lui le chiede scherzosamente di salutargli Tony Curtis. Anni dopo, sul set di Piano, piano non t'agitare!, Sharon Tate potrà soddisfare quella richiesta.

### Capitolo 7 - Boss Angeles
Sabato 8 febbraio. Si accende una nuova giornata in quel di Los Angeles. Cliff si dirige a casa Dalton quando la sua attenzione è destata da una giovane hippie che lo saluta sorridendogli; Rick invece si desta coi postumi di una pesante sbornia: mentre si preparava per girare Lancer rileggendo il copione, infatti, il bipolare divo s'è bevuto otto Whiskey Sour con tutte le conseguenze del caso; il capitolo racconta anche che sei mesi dopo lui e Cliff uccideranno tre hippie arrivati lì a Cielo Drive con chissà quali (cattive) intenzioni, e ciò gli ridarà molta notorietà. Oltre a lui, la giornata comincia per: George Spahn, vecchio cieco nel cui ranch alloggiano gli adepti di Charles Manson; Jay Sebring, ex fidanzato e grande amico di Sharon Tate e parrucchiere dei vip, che la sera prima è stato a una festa organizzata alla Playboy Mansion; Roman Polanski, anch'egli al suddetto evento con sua moglie, infastidito dall'aver dovuto passare del tempo anche con Steve McQueen, ex fiamma di Sharon.

### Capitolo 8 -Lancer
Il capitolo è interamente dedicato alla trama del primo episodio di Lancer, incentrato su una ragazzina di otto anni, Mirabella, la quale ha saputo ricongiungere i suoi fratelli, Scott e Johnny, figli dello stesso padre, Murdock, che ora si apprestano a incontrare, e di madri diverse. Johnny ha visto la madre prostituirsi ed essere uccisa da un cliente dopo che Murdock l'ha cacciata di casa, quindi è arrivato in città con molto rancore da smaltire.

### Capitolo 9 - "Meno hippie, più Hells Angels"
Cliff accompagna Rick agli studios dove si gira Lancer, ma prima di lasciarlo lì gli chiede di mettere una buona parola per lui in modo che possa trovare un impiego sul set. Fiato sprecato, gli confida l'amico, perché l'aver picchiato un attore cinese durante le riprese del Calabrone Verde ha fatto finire lo stuntman su ogni lista nera. Rick poi conosce il regista dell'episodio pilota della nuova serie western per cui ha firmato, Sam Wanamaker, un vulcanico tipo che decide di mascherarlo a dovere con baffi spioventi e parrucca hippie.

### Capitolo 10 - Morte accidentale
Anni fa, durante un giro in barca, Cliff, passato il limite della sopportazione, ha ucciso la sua esasperante moglie Billie sparandole col fucile da pesca allo squalo, salvo poi pentirsene vedendo la donna rimasta esanime e tranciata a metà. Dopo aver passato insieme a lei le ultime ore di vita della consorte, lo stuntman è stato ovviamente interrogato dalla polizia che ha creduto alla versione dell'incidente durante la manutenzione dell'arma, così Cliff... l'ha fatta franca.

### Capitolo 11 - Il furgone
Mentre aggiusta l'antenna di Rick, Cliff nota un tipo coi capelli lunghi arrivare a Cielo Drive a bordo di un furgoncino: è Charles Manson, aspirante cantautore che sta cercando alcuni tipi con cui avrebbe già da tempo dovuto fare un provino. Rimane però deluso quando scopre che dove pensava di trovare chi voleva si è invece trasferita in affitto la famiglia Polanski, così, dopo aver conosciuto Jay e adocchiato Sharon, tenta la carta della disperazione rivolgendosi al padrone dell'abitazione ma questi lo respinge in malo modo. Charles se ne va e prima di ripartire col furgono manda a quel paese Cliff, che continua a chiedersi chi sia.

### Capitolo 12 - "Chiamami pure Mirabella"
Rick, opportunamente truccato per Lancer, passeggia sul set aspettando l'inizio delle riprese. Finisce col conoscere una giovanissima e arzilla attrice che non gli rivela il suo vero nome perché preferisce essere conosciuta come il personaggio che interpreta nella serie, Mirabella Lancer. Il rapporto tra i due si preannuncia abbastanza complicato, ma quando Rick ha uno dei suoi consueti sbalzi d'umore e finisce a piangere ripensando alla carriera che sta vivendo, la ragazzina lo consola e la tensione si appiana.

### Capitolo 13 -Il dolce corpo di Deborah
Avendo il pomeriggio libero, Cliff gironzola per la città. Dopo aver scambiato due parole con la hippie da lui notata quel mattino, va in un piccolo cinema a vedere un doppio spettacolo: Il dolce corpo di Deborah e Orgasmo. Un approfondimento ci racconta di quando picchiò l'attore cinese rovinandosi di fatto la reputazione: la sua vittima era nientemeno che Bruce Lee il quale, innervosito dallo stuntman che rideva di fronte al suo pavoneggiarsi, lo aveva sfidato in un incontro "amichevole". Cliff aveva dovuto combattere contro il suo istinto di uccidere il minuscolo individuo, salvo poi essere interrotto dai responsabili di produzione che l'avevano prontamente licenziato dopo che aveva sbattuto Lee contro una macchina lasciandolo assai malconcio.

### Capitolo 14 -Missione compiuta
Sharon è a zonzo per Los Angeles. Dopo aver conosciuto una hippie cui dà un passaggio e sbrigato alcune commissioni va al cinema a vedere Missione compiuta stop. Bacioni Matt Helm, di cui è coprotagonista con Dean Martin, anche per testare la reazione del pubblico alla sua comica entrata in scena. Il risultato? Ridono tutti, e lei è felicissima.

### Capitolo 15 - Nato per essere Edmund
Rick e Sam discutono di Caleb DeCoteau, il personaggio interpretato in Lancer dal divo. Il regista gli consiglia di tenere un serpente a sonagli come spirito guida, e lo paragona a Edmund, un personaggio shakespeariano. Rick ascolta e, quando ci riesce, segue i ragionamenti del suo interlocutore.

### Capitolo 16 - James Stacy
Si rievocano le origini di Maurice Elias, divenuto poi James Stacy in onore dell'idolo James Dean e dello zio preferito Stacy. Nato a Los Angeles, studia recitazione ed entra nel mondo delle serie televisive mietendo successi. Ora deve dividere lo schermo con Rick Dalton, e prova sensazioni contrastanti: è felice di recitare con un divo ma soffre all'idea che a lui abbiano concesso di sfoggiare i baffi. James e Rick si presentano e chiacchierano un po', ma sembra esserci qualche frizione.

### Capitolo 17 - Medaglia al valore
Rientrato dalla guerra, Cliff, che non sperava di uscire vivo da quell'inferno, per un po' accarezzò l'idea di fare il magnaccia a Parigi, salvo poi tornare sui suoi passi... e negli Stati Uniti, dove conobbe Abigail, donna del boss Genovese. Questi, ovviamente, prese male l'idea che il futuro stuntman uscisse con la ragazza e inviò due sicari per spaventarlo. Cliff, per tutta risposta, li uccise in un locale, di fronte a molti testimoni, e la polizia accettò il fatto che si trattasse di legittima difesa. Come ben sappiamo, non sarebbe stata l'unica volta che Booth l'avrebbe fatta franca.

### Capitolo 18 - "Non mi chiamo balordo"
Torniamo a Lancer: il ricco possidente Murdock ha convocato i suoi due figli perché il fuorilegge Caleb DeCoteau gli sta razziando il bestiame seminando il panico senza che la legge intervenga. Il patto è semplice: loro uccidono Caleb e in cambio il latifondista gli consegna una grande somma di denaro e li fa entrare in affari con lui. Questi però non sa che Johnny vorrebbe in primis eliminare il vecchio padre e peraltro conosce bene il crudele DeCoteau poiché gli è amico di vecchia data. I due vecchi compagni di scorribande si ritrovano al saloon e scambiano parole amichevoli, con Caleb che accetta di prendere nella sua banda Johnny, ma... a che gioco sta giocando il figlio di Murdock?

### Capitolo 19 - "Per gli amici, Pussycat"
Uscito dal cinema, e dopo aver fatto acquisti in un negozio di musica, Cliff ritrova la giovane hippie già beccata due volte quel giorno e le dà un passaggio verso lo Spahn Movie Ranch, dove la ragazza vive coi suoi amici. Lei si presenta come Pussycat e prova a sedurlo ma lui, vedendola troppo giovane, rifiuta. La conversazione vira sulla storia di Debra Jo, che gli parla del suo leader Charlie e di come è entrata a far parte degli hippie. La storia ha dell'assurdo, e Cliff rimane molto incuriosito dalla figura di questo fantomatico guru.

### Capitolo 20 - "Un Amleto sexy e selvaggio"
La mattinata di riprese è andata male per Rick, ancora alle prese con la sbornia che gli ha fatto dimenticare molte battute. Sam continua a spronarlo citandogli più volte Shakespeare, poi, poco prima di girare, l'attore ha un nuovo confronto con l'attrice che interpreta Mirabella, Trudi Frazer: i due entrano maggiormente in sintonia poco prima di condividere la loro prima scena insieme.

### Capitolo 21 - La signora della casa
Cliff accompagna Pussycat allo Spahn Movie Ranch, che lui conosce perché c'ha girato svariati telefilm anni prima. Gli sembra assai strano che il proprietario, George, suo vecchio amico, permetta agli hippie di abitare nella sua proprietà, così decide di incontrarlo per indagare un po'. Affronta l'ostilità di Squeaky, che Charles ha posto a capo della comune a patto che si occupi di George tenendolo buono occupandosi di lui anche in ambito sessuale, ma riesce comunque a parlare col vecchio ranchero, che però non lo riconosce perché divenuto ormai cieco e comunque felice del suo rapporto con Squeaky. Cliff, capita l'antifona, se ne va.

### Capitolo 22 - Aldo Ray
Prolessi. Almería, giugno 1969. Cliff ha seguito Rick in Europa e ora lavora a pieno ritmo col suo fedele amico. Una torrida notte, in hotel, conosce Aldo Ray, ormai ridotto a uno straccio anche a causa delle continue sbornie; la produzione del film per il quale entrambi lavorano ha proibito a chiunque di passargli alcolici. I due fraternizzano, parlano di Rick, ricordano i bei tempi andati, poi Aldo chiede allo stuntman di procurargli qualcosa da bere. Cliff esegue cedendogli il suo gin e l'indomani il suo nuovo amico viene trovato in condizioni tali da non poter lavorare.

### Capitolo 23 - Il pantheon dei bevitori
Il primo giorno di riprese si conclude bene per Rick, la sua prova nel pomeriggio ha convinto tutti. Dopo aver incassato i complimenti di Trudi, riceve una proposta da James per passare la serata in un locale. Vi si recano insieme a Cliff e passano alcune ore a parlare del più e del meno, scambiandosi soprattutto opinioni sugli attori e sui registi con cui hanno lavorato.

### Capitolo 24 -Nebraska Jim
Rientrato a casa, Rick trova in segreteria un messaggio di Marvin. I due si confrontano telefonicamente su cosa sia meglio per la carriera del divo, il quale continua a respingere l'idea di trasferirsi a Roma per girare spaghetti-western. L'agente, però, insiste.

### Capitolo 25 - L'ultimo capitolo
Sharon e Roman stanno tornando a casa dopo aver partecipato a un talk show televisivo: lei è furibonda perché avrebbe preferito stare a letto, così gli strappa il consenso per una festa in piscina quella notte stessa. Rick vede così arrivare molte macchine al cancello del vicino di casa e scambia due parole di circostanza con Steve McQueen, poi riceve una telefonata: è Trudi che vuole provare le battute per l'indomani. I due eseguono alla perfezione la loro scena insieme e Rick, di fronte all'entusiasmo della piccola collega, si rende finalmente conto di quanto sia fortunato a fare l'attore.

## Personaggi
- Rick Dalton: attore lanciato da molte serie televisive di successo. Tenta la strada del cinema ma ottiene solo fiaschi, così deve tornare sui suoi passi ma ormai lo rilegano solo al ruolo di cattivo. Abita a Cielo Drive.
- Cliff Booth: amico, stuntman e autista di Rick. Eroe di guerra con un passato violento anche fuori dall'ambito bellico. Dimora in un camper con Brandy, la sua cagna.
- Sharon Tate: vicina di casa di Rick, moglie di Roman Polanski e attrice di belle speranze.
- Marvin Schwarz: agente di attori, li indirizza verso le migliori soluzioni per la loro carriera.
- Trudi Frazer: giovane attrice in Lancer, pignola ma determinata a farsi un nome.
- James Stacy: attore in ascesa e amico-rivale di Rick.
- Roman Polanski: regista polacco che dopo i primi film è diventato celebre con Repulsione.
- Jay Sebring: ex fidanzato di Sharon e suo migliore amico, è il parrucchiere delle star di Hollywood.
- Charles Manson: aspirante rockstar a capo di un gruppo di giovani dediti a droghe, alcol e sesso libero.
- Pussycat: hippie che conosce Cliff e abita allo Spahn Ranch. Come i suoi amici, è seguace di Charles Manson.
- George Spahn: anziano proprietario dell'omonimo ranch, è ormai divenuto cieco. Una seguace di Manson lo tiene buono per garantire agli hippie di soggiornare a casa sua.

## Genesi
Il progetto di C'era una volta a Hollywood è partito come romanzo e ha avuto una lunghissima gestazione, tant'è che Tarantino ci lavorava già durante le riprese di Bastardi senza gloria. Successivamente, di fronte al troppo materiale prodotto, ha optato per tagliarne molto e portare quanto rimasto dalla cellulosa alla celluloide. A film uscito ha deciso di riprendere quanto messo da parte e produrre una novelizazion del film.
Il romanzo è dedicato, come si legge nelle prime pagine, a moglie e figlio; l'autore ringrazia anche "tutti gli attori della vecchia guardia di Hollywood che mi hanno raccontato storie impagabili sulla Hollywood di quel periodo" citando Bruce Dern, David Carradine, Burt Reynolds, Robert Blake, Michael Parks, Robert Forster e "soprattutto" Kurt Russell.

## Differenze dal film
Rispetto alla vicenda narrata nel film, il libro presenta varie differenze, tra cui:
- le vicende non riguardano l'8 e il 9 febbraio 1969 bensì il 7 e l'8;
- Rick e Marvin Schwarz non si incontrano da Musso & Frank ma nell'ufficio dell'agente;
- viene spiegato che Cliff Booth è un grande cinefilo, è illustrato meglio perché sia definito "eroe di guerra" e sappiamo come ha conosciuto Brandy e dei suoi violenti trascorsi tra sicari, proprietari di pitbull e... la moglie;
- Charlie Manson ispira Pussycat a fare qualcosa che lui chiama kreepy krawl;
- c'è un intero capitolo su Sharon Tate che nel 1965 fa l'autostop per Hollywood;
- Jay ha un maggiordomo, Raymond, con cui ama confrontarsi;
- la festa alla Playboy Mansion viene omessa ma invece c'è quella dell'indomani a casa Polanski (scena fugacemente visibile nel trailer del film ma poi non presente in esso);
- il finale del film, con hippie e lanciafiamme, fa una sorprendente apparizione anticipata e si ferma a quella, senza ulteriori spiegazioni;
- viene accertato che Rick Dalton è bipolare non diagnosticato;
- Squeaky e George Spahn hanno una vera relazione;
- impariamo di più sulla fase di aspirante rockstar di Charles Manson nella vita reale;
- Randy, responsabile della produzione del Calabrone verde, è solo citato una volta e non appare mai;
- dopo il primo giorno di riprese Cliff e Rick non stanno a vedere la televisione ma escono a bere con James Stacy finendo in un locale dove incontrano... il patrigno di Quentin Tarantino;
- c'è una profonda immersione nella serie Lancer, due capitoli sono interamente dedicati alla trama dell'episodio pilota;
- Pussycat, per sedurre Cliff, non si limita a proporgli una fellatio ma si toglie shorts e mutandine e gli si masturba davanti;
- il confronto tra Cliff e la Manson Family Spahn Ranch è stato omesso, e la precedente scena dello stuntman con George Spahn viene raccontata dal punto di vista di Squeaky.
- apprendiamo come Pussycat ha incontrato Charlie;
- in una prolessi Cliff mette inavvertitamente nei guai Aldo Ray;
- la piccola Trudi Fraser ha più scene, tra cui quella finale che Tarantino ha poi tagliato dal film perché, secondo lui, non si adattava correttamente al montaggio definitivo;
- il presunto (tentato) omicidio di Sharon Tate non viene menzionato se non molto fugacemente;
- Rick e Steve McQueen condividono una scena insieme.

I fratelli Lancer che si conoscono (capitolo 8), il faccia a faccia tra Charles e il padrone di casa di Polanski (capitolo 11) e il colloquio tra Sam e Rick a tema Shakespeare (capitolo 15) sono scene tagliate dalla versione finale del film ma incluse nel DVD e nel Blu-ray tra i contenuti extra. Tarantino aveva girato anche una sequenza il maggiordomo di Jay, Raymond: nella pellicola ve n'è traccia solo nei titoli di coda quando compare il nome di Tim Roth, interprete del personaggio, con accanto la dicitura (cut).

## Vendite
Il libro è subito salito in cima alle classifiche di vendita.

## Edizioni
- Quentin Tarantino, C'era una volta a Hollywood, 1º luglio 2021 - La nave di Teseo, ISBN 978-88-3460-652-0